# Colí de Gambel
El colí de Gambel (Callipepla gambelii) és una espècie d'ocell de la família dels odontofòrids (Odontophoridae) que habita al desert i matolls espinosos des de l'est de Califòrnia cap a l'est fins al nord-oest de Nou Mèxic i l'oest de Texas, i cap al sud, fins al nord-est de Baixa Califòrnia i el nord de Chihuahua.